# Rina
謝艾娜（英語：Hsieh Ai-Na，1991年11月28日—），舊名謝璧蔓，藝名Rina，曾是舞者、舞蹈老師、健身教練、模特兒。2021年加盟台灣中華職棒樂天桃猿擔任應援團團長，為中華職棒首位女性應援團團長之一。2023年加入T1聯盟臺北戰神啦啦隊Taishin Wonders擔任應援團長。。2024年在世界棒球12強賽擔任台灣唯一一位女性應援團團長(台灣此次比賽成績為冠軍-金牌)。2024年12月20號發行「謝艾娜Rina首張個人專輯-勇敢的貓（Brave Cat）」，寫下台灣啦啦隊界發行整張專輯10首歌的第一人。

## 簡歷
2021年初，Rina與壯壯、宋城希相繼加入樂天桃猿應猿團，成為首批中華職棒首批女性應援團團長。（宋城希於2022年退隊）後與壯壯組成「什麼團長樂團」。

## 啦啦隊經歷

### 棒球之啦啦隊
| 年份   | 隊伍名稱               | 備註                                             |
| 2021－ | 中華職棒樂天桃猿應猿團 | 擔任應援團團長，為中華職棒首位女性應援團團長之一 |

### 籃球之啦啦隊
| 年份   | 隊伍名稱        | 備註                                                     |
| 2023－ | Taishin Wonders | T1聯盟臺北戰神啦啦隊應援團長，為T1聯盟首位女性應援團團長 |

## 音樂Cover
| 年份          | 歌名                   | 備註           |
| 2022年4月30日 | 《Rise Up》            | 與壯壯共同演出 |
| 2022年6月20日 | 《世界が終わるまでは》 | 與壯壯共同演出 |

## 作品
- 2024年 《Where U go》

### 廣告
- 2021年 《擎天森林》
- 2023年 《yes123》

## 外部連結
- Rina的Facebook專頁
- Rina🤍的Instagram帳戶